# Выхино (станция метро)
«Вы́хино» (до 13 января 1989 года — «Жда́новская») — станция Московского метрополитена на Таганско-Краснопресненской линии. Расположена в районе Выхино-Жулебино (ЮВАО), часть выходов ведёт в район Вешняки (ВАО). Наземная открытая станция с береговыми платформами (третья, служебная, была разобрана за ненадобностью вскоре после продления линии — открытия участка «Выхино» — «Жулебино»). Станция была конечной на протяжении почти 47 лет, этот статус она также возвращала на период временных закрытий участка восточнее неё.

## История
Станция открыта 31 декабря 1966 года в составе участка «Таганская» — «Ждановская», после ввода в эксплуатацию которого в Московском метрополитене стало 82 станции. На схемах метро 1963—1966 годов станция носила проектное название «Выхино». Первоначальное название «Ждановская» было дано при открытии в честь партийного деятеля Андрея Александровича Жданова, чьё имя носил район Москвы, на восточной окраине которого располагалась станция. В 1969 году в Москве прошла административная реформа, в ходе которой число районов увеличилось, а из Ждановского района был выделен Волгоградский район, на территории которого и оказалась станция. Таким образом, связь с первоначальной топонимикой была утрачена. Железнодорожная платформа, соединённая пересадкой со станцией метро, также носила название «Ждановская». Современное название станция получила 13 января 1989 года, в память о бывшей подмосковной деревне Выхино, которая располагалась южнее станции и простиралась по обеим сторонам вдоль Рязанского шоссе.
«Выхино» является фактически последней станцией эпохи «наземного метро» 1960-х годов. Станции наземного типа, реализованные уже после неё (Бутовская линия, а также реконструированная в 2016—2019 годах наземная часть Филёвской линии), построены с применением материалов, более устойчивых к погодным условиям Москвы (в отличие от станций, построенных с применением железобетонных конструкций) и спроектированы с бо́льшим удобством для пассажиров.
До 2015 года, по разным оценкам, являлась самой загруженной станцией московского метро.

## Архитектура и оформление
Станция сооружена из стандартных железобетонных конструкций по специальному проекту. Платформы закрыты навесами для защиты пассажиров от осадков, пути открыты. Каждый из навесов поддерживает один ряд колонн (на платформе, общей с железнодорожной, — два навеса и два ряда колонн). Светильники расположены в нишах в нижней части навеса. Покрытие платформы — асфальт.
При открытии в 1966 году платформы станции были рассчитаны на приём шестивагонных составов. К 1983 году, когда на линии был произведён переход на восьмивагонные составы, платформы были удлинены в направлении последнего вагона.

## Вестибюли и пересадки
Изначально станция представляла собой единственный в Москве кросс-платформенный узел станции метро и железнодорожной платформы, а именно платформы Выхино Рязанского и Казанского направлений МЖД. Платформа со стороны второго пути (в сторону станции «Рязанский проспект») построена общей для пассажиров метро и железной дороги, однако была разгорожена вдоль, пересадка была возможна только в середине платформы и по подземным переходам (она была разгорожена уже в 1991-м году, до этого можно было прямо из электрички идти поперёк платформы к турникетам).
С 1998 года электрички в сторону Казанского вокзала стали проезжать входы в метро дальше из-за перегрузки пересадки в часы пик, а позже напротив входов в метро вдоль края платформы со стороны железнодорожных путей были установлены ограждения. Начавшаяся в 2003 году реконструкция станционного узла полностью ликвидировала возможность кросс-платформенной пересадки с электропоездов на метро.
Специализированный пересадочный павильон был открыт 2 октября 2004 года. Одновременно к станции метро отошла часть платформы, бывшая ранее железнодорожной, ограждение со стороны железнодорожных путей было усилено, а количество входных турникетов увеличилось примерно втрое.
В 2008 году почти завершена реконструкция пересадочного узла, реконструированы входы на станцию метро и на платформу Казанского направления, и в подземный переход со стороны улицы Красный Казанец.
Платформы станции соединены двумя переходами шириной 4 метра под путями, вход в каждый из переходов возможен как со стороны улицы Хлобыстова, так и со стороны улиц Красный Казанец и Вешняковская.
«Выхино» является единственной станцией в московском метро, не имеющей прямой пересадки между поездами противоположного направления. В связи с этим до открытия участка «Лермонтовский проспект» — «Жулебино» была единственной станцией в Москве, на которой нарушался принцип фиксированной оплаты проезда вне зависимости от направления и станции назначения: если пассажир, приехавший на платформу из центра, решил бы вернуться обратно, ему бы пришлось снова проходить турникеты, производя оплату. Таким образом, ошибка в направлении при следовании со станции «Рязанский проспект» могла стоить не только потерянного времени, но и денег в размере стоимости одной поездки. В настоящее время переход между платформами по-прежнему отсутствует, для пересадки на поезд встречного направления необходимо проехать до следующей станции. Кроме того, до продления линии в сторону Жулебино на южной платформе (из центра) не были установлены турникеты, и имелась возможность прохода на неё с улицы без оплаты проезда, хотя уезжать куда-либо с этой платформы было запрещено, поскольку поезда уходили от неё в оборотный тупик либо в электродепо ТЧ-11 «Выхино».

## Пассажиропоток
На протяжении многих лет (до продления линии в сторону «Жулебина») «Выхино» являлась самой загруженной конечной станцией Московского метрополитена, а ситуацию, при которой поезда заполняются на конечных станциях настолько, что на последующих станциях пассажиры не могут попасть в поезд, назвали «эффектом Выхина» (или, по-местному, «Выхинской давиловкой»). Она является беспрецедентной в метрополитенах России, несмотря на существование ещё более загруженной станции — «Проспект Ветеранов» Петербургского метрополитена.
После ввода в строй участка линии до «Жулебина» предполагалось снижение пассажиропотока на данной станции до 40 %. За первые три рабочих дня после открытия участка до «Жулебина» (11, 12 и 13 ноября 2013 года) пассажиропоток на данной станции снизился в среднем на 30 000 человек в день (то есть фактически на 17 %), по станциям «Рязанский проспект» и «Кузьминки» — более чем на 10 000 человек.
По состоянию на декабрь 2016 года пассажиропоток станции «Выхино» составлял 151,5 тыс. человек.
В 2022 году «Выхино» занимало пятое место в Москве по ежедневному пассажиропотоку, уступив станциям «Комсомольская», «Щёлковская», «ВДНХ» и «Новогиреево». Пассажиропоток станции за 1 квартал 2023 года, по данным Портала открытых данных Правительства Москвы: 57,3 тыс. чел. в сутки на вход и 55,0 тыс. чел. в сутки на выход.

## Путевое развитие
При движении из центра сразу за станцией расположена стрелка, по которой поезда поворачивают к станции «Лермонтовский проспект» (ранее этот путь был тупиком), и перекрёстный съезд, по которому производится оборот поездов, прибывающих на станцию для зонного оборота. С 9 ноября 2013 года зонный оборот возможен лишь по 3 станционному пути, так как часть бывшей зоны оборота на 4 пути стыкуется со стрелкой 2 пути перегона «Лермонтовский проспект — Выхино». Далее за станцией находятся депо «Выхино» и площадка Завода по ремонту электроподвижного состава (ЗРЭПС (ныне — ВРК (вагоноремонтный комплекс)), производящая ремонт и модернизацию вагонов (вторая площадка находится в депо «Сокол» и ремонтирует вагоны типа 81-717/714). Между станциями «Выхино» и «Лермонтовский проспект» посередине перегона от 1 пути вправо отходит служебная соединительная ветвь к Некрасовской линии.

## Наземный общественный транспорт

### Городской
На этой станции можно пересесть на следующие маршруты городского пассажирского транспорта:
- Автобусы: м78, 79, 177, 197, 208, 209, 232, 247, 285, 314, 409, 436, 502, 551, 580, 602, с613, 620, 697, 706, 722, 731, 747, 796, 821, 884, т30, т64

### Областной
Пригородные автобусы 323, 346, 352, 373, 463, 501, 582, 1232, которые обслуживают города Люберцы и Балашиха. Также от станции курсируют автобусы и маршрутки до торгово-ярмарочных комплексов «Садовод» и «Южные Ворота» и до торгового центра «Мега Белая Дача».

## Происшествия

### Убийство на «Ждановской»
27 декабря 1980 года возле посёлка Пехорка, недалеко от дороги, ведущей в аэропорт Быково, был обнаружен окровавленный, практически раздетый и полузамёрзший человек. Одежда потерпевшего валялась рядом. Кроме записной книжки в карманах ничего не обнаружили. Номера телефонов и фамилии из записной книжки ничего не прояснили, а потому прибывшие на место происшествия работники милиции позвонили по одному из них. С этого момента в здании на площади Дзержинского зазвучал сигнал тревоги. Пострадавшим был заместитель начальника секретариата КГБ СССР майор Афанасьев (1940 г. р.). Через несколько дней, не приходя в сознание, он скончался.
Следствие установило, что Афанасьев погиб после избиения сотрудниками линейного отдела милиции № 5 станции «Ждановская», которые, будучи сильно пьяными, силой затащили Афанасьева в служебное помещение, отняли у него продукты и избили. После произошедшего, начальник отдела инсценировал бытовое убийство.
Хотя убийство носило бытовой характер, оно оказалось политически ангажированным, так как использовалось для борьбы за власть при стареющем генсеке Брежневе, проходившей между двумя государственными системами — КГБ и МВД — в целях очернения одной из сторон. Впоследствии преступление послужило отправной точкой для борьбы с преступлениями, совершёнными сотрудниками милиции, череды отставок высших руководителей правоохранительных органов.
На эту тему в 1992 году снят одноимённый художественный фильм. Фильм основан на реальных событиях и поставлен по мотивам одноимённой книги Владимира Калиниченко, в 1979—1982 годах руководителя следственной бригады прокуратуры СССР, который сам мелькнул в одном эпизоде.

### Гибель машиниста поезда
28 апреля 2005 года под прибывающий поезд бросилась 22-летняя девушка. Машинист успел применить экстренное торможение, благодаря чему она отделалась лёгкими травмами, однако 47-летний машинист через полчаса скончался от сердечного приступа, не выдержав пережитого.

## Особенности навигации
«Выхино» является единственной станцией в московском метро, название которой на ней самой нигде не написано.

## Галерея

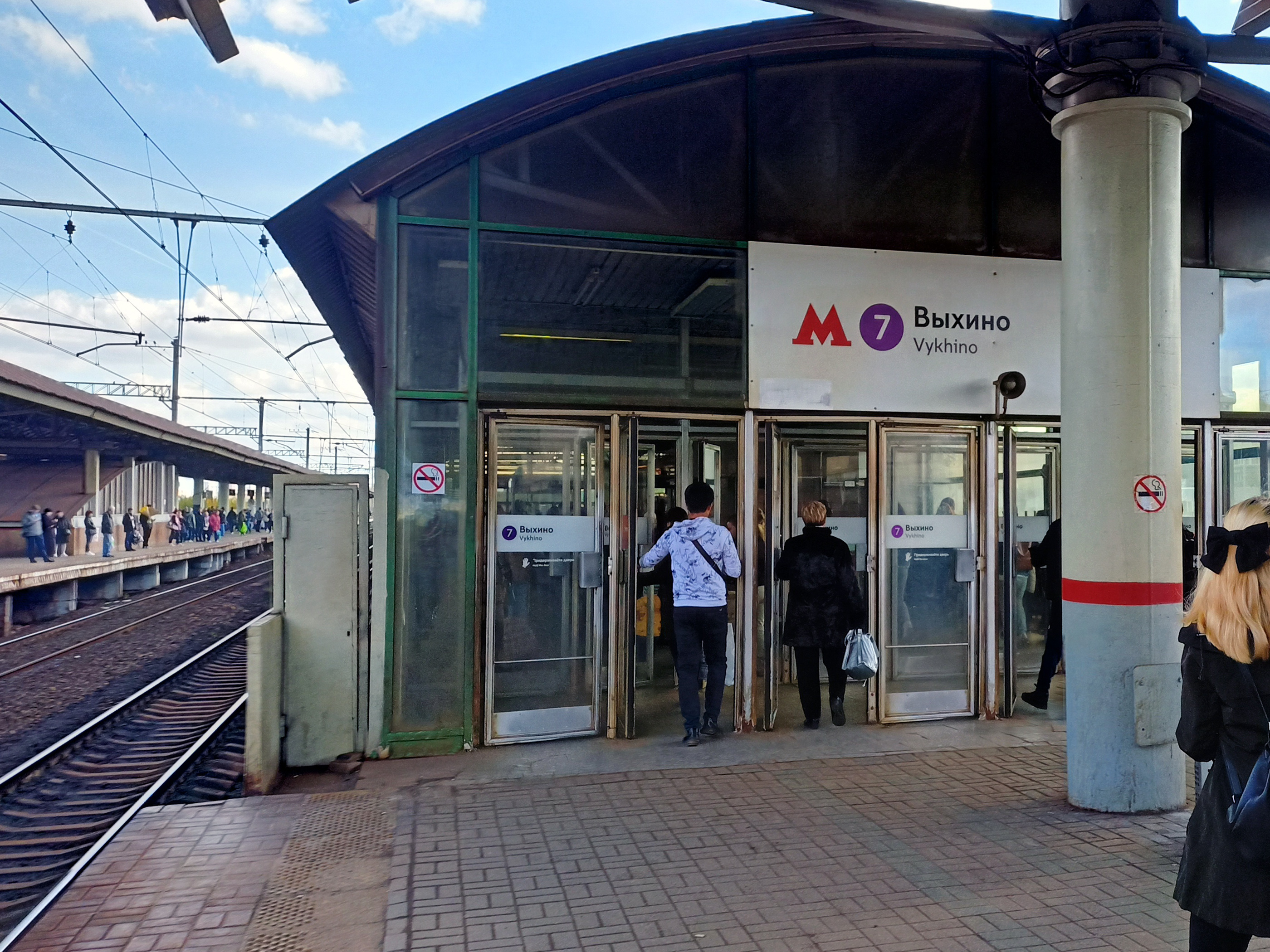
Переход с ж/д платформы на станцию метро
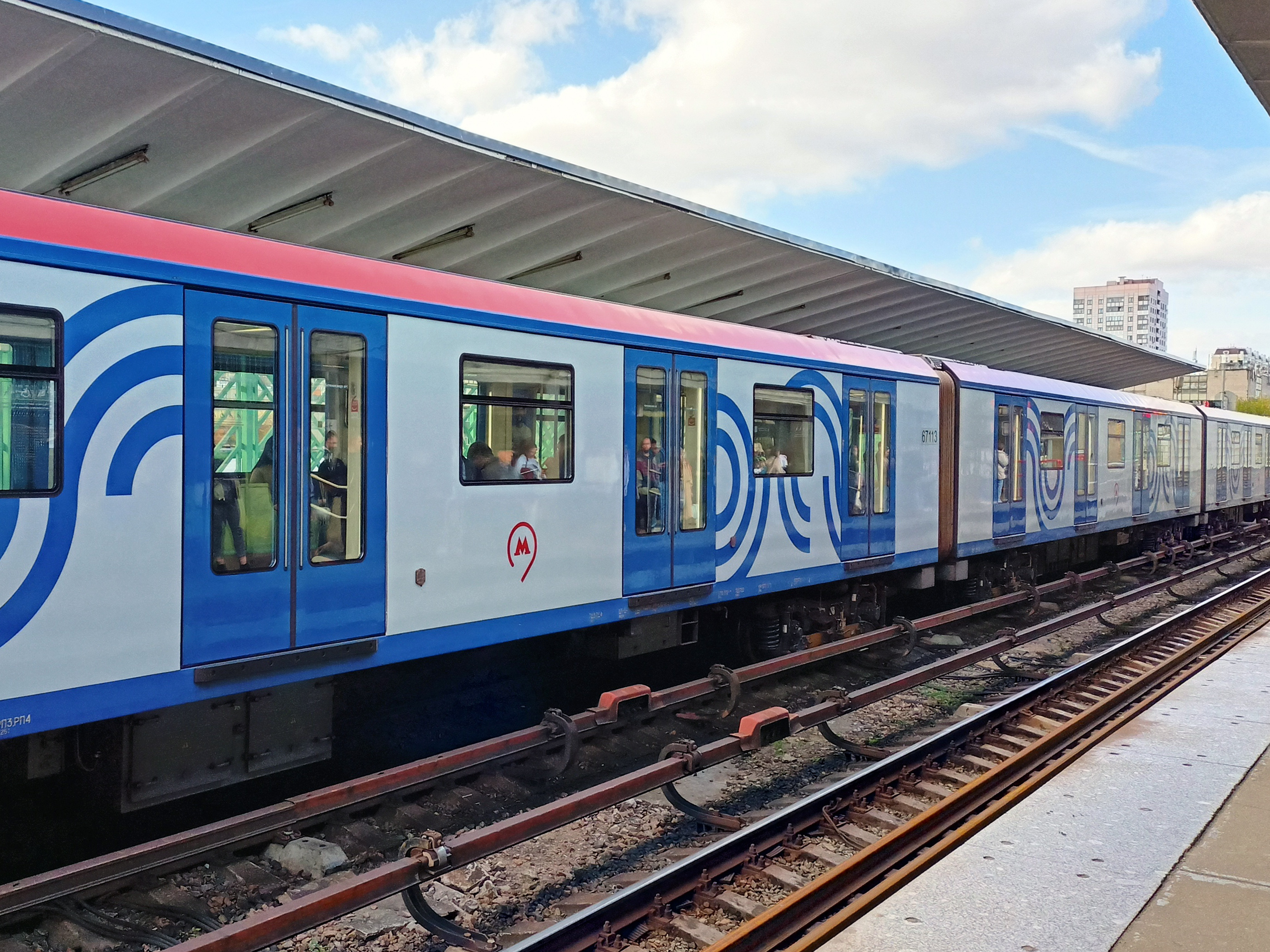
Метропоезд у платформы станции
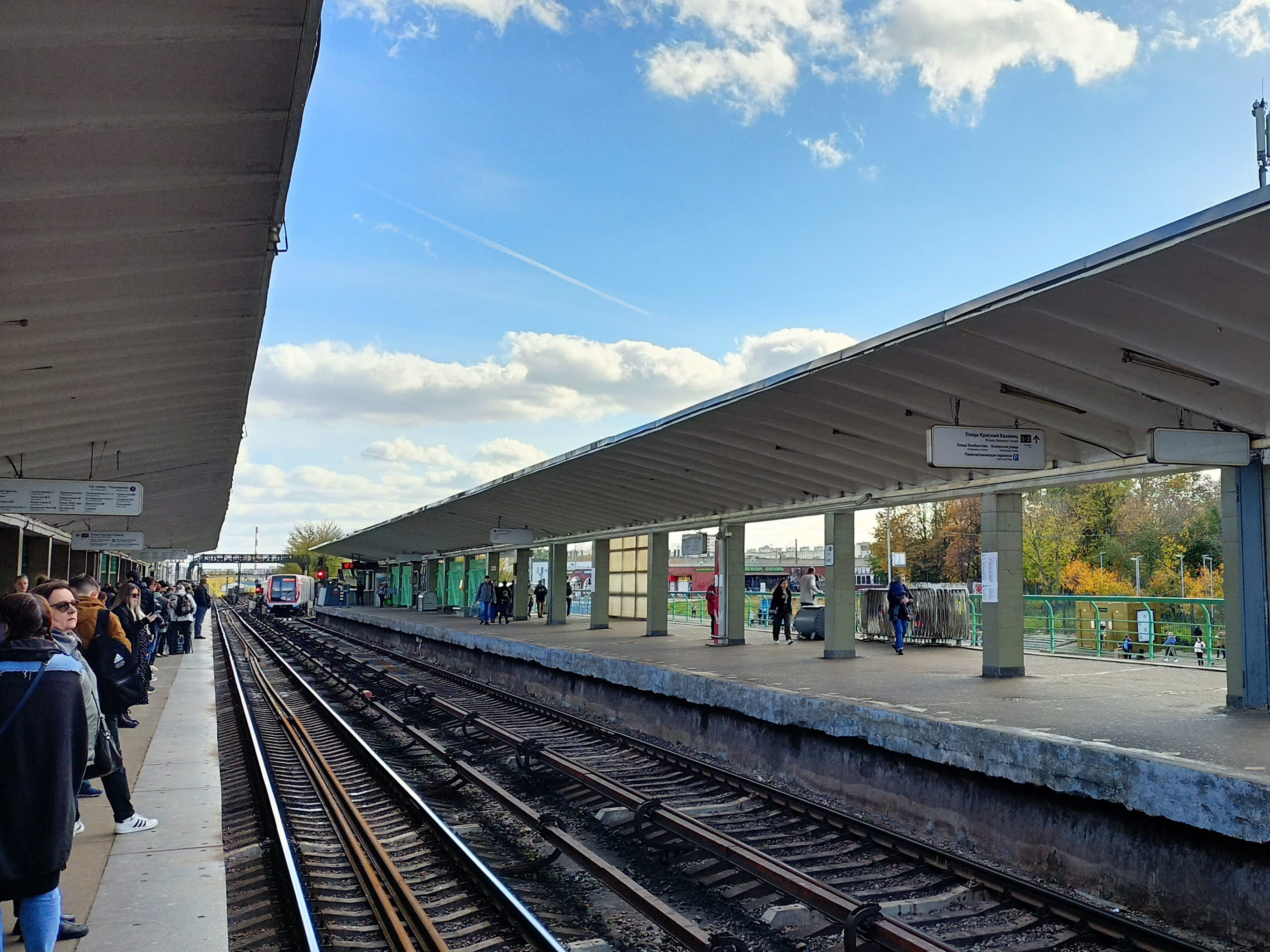
Вид в сторону депо
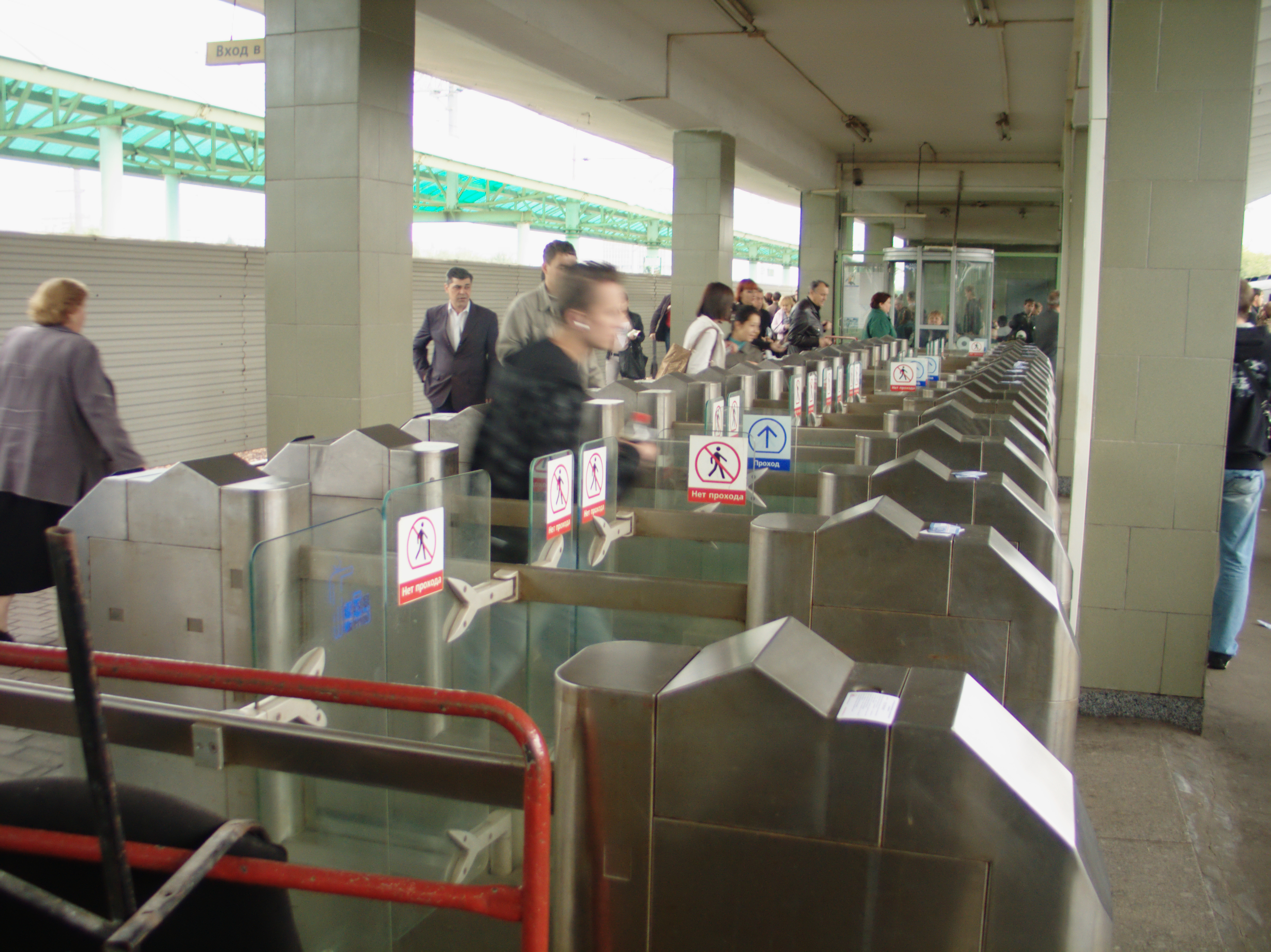
Турникеты, выводящие к середине платформы
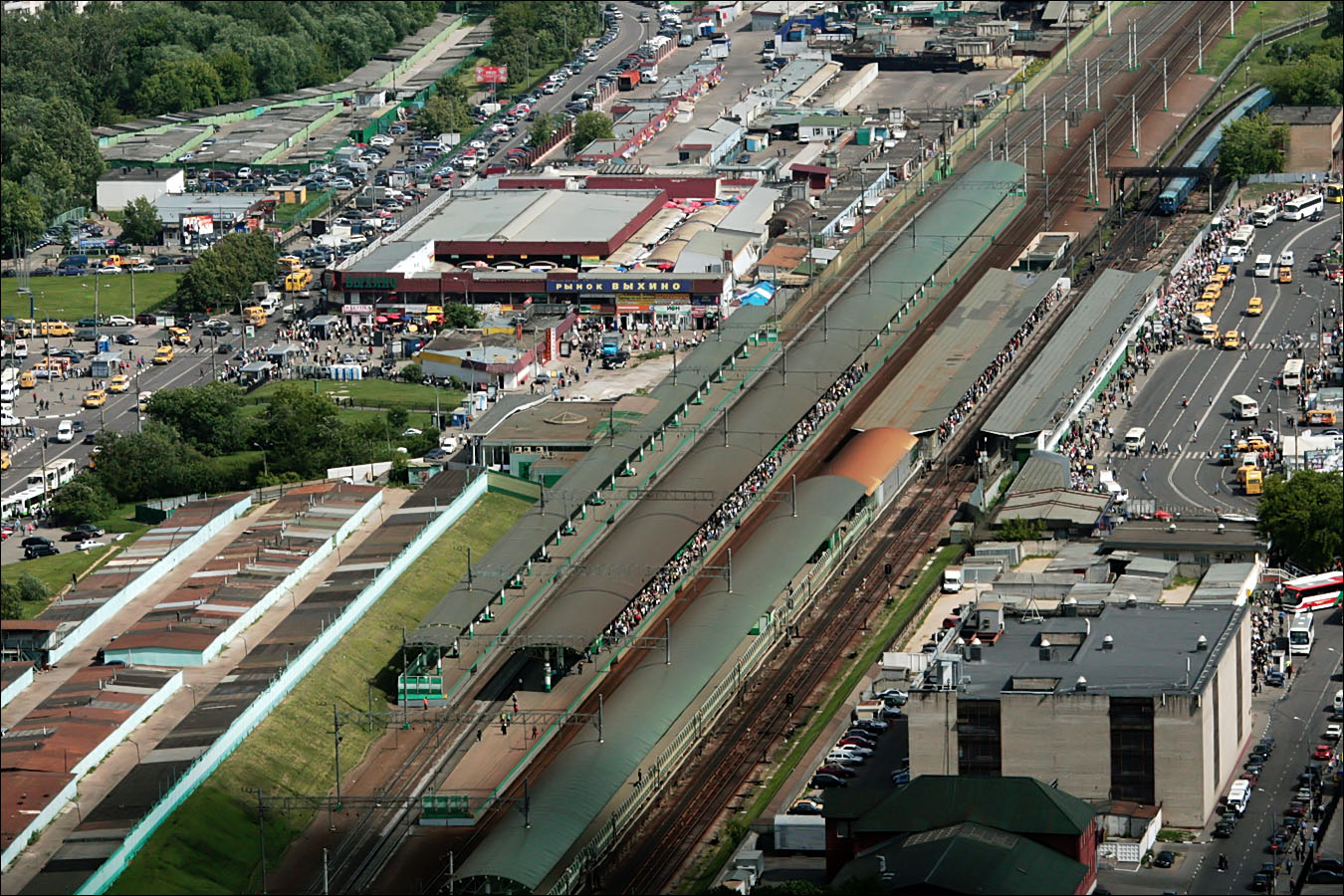
Вид сверху на узел: крыши станции метро вогнутые, станции железной дороги — выпуклые
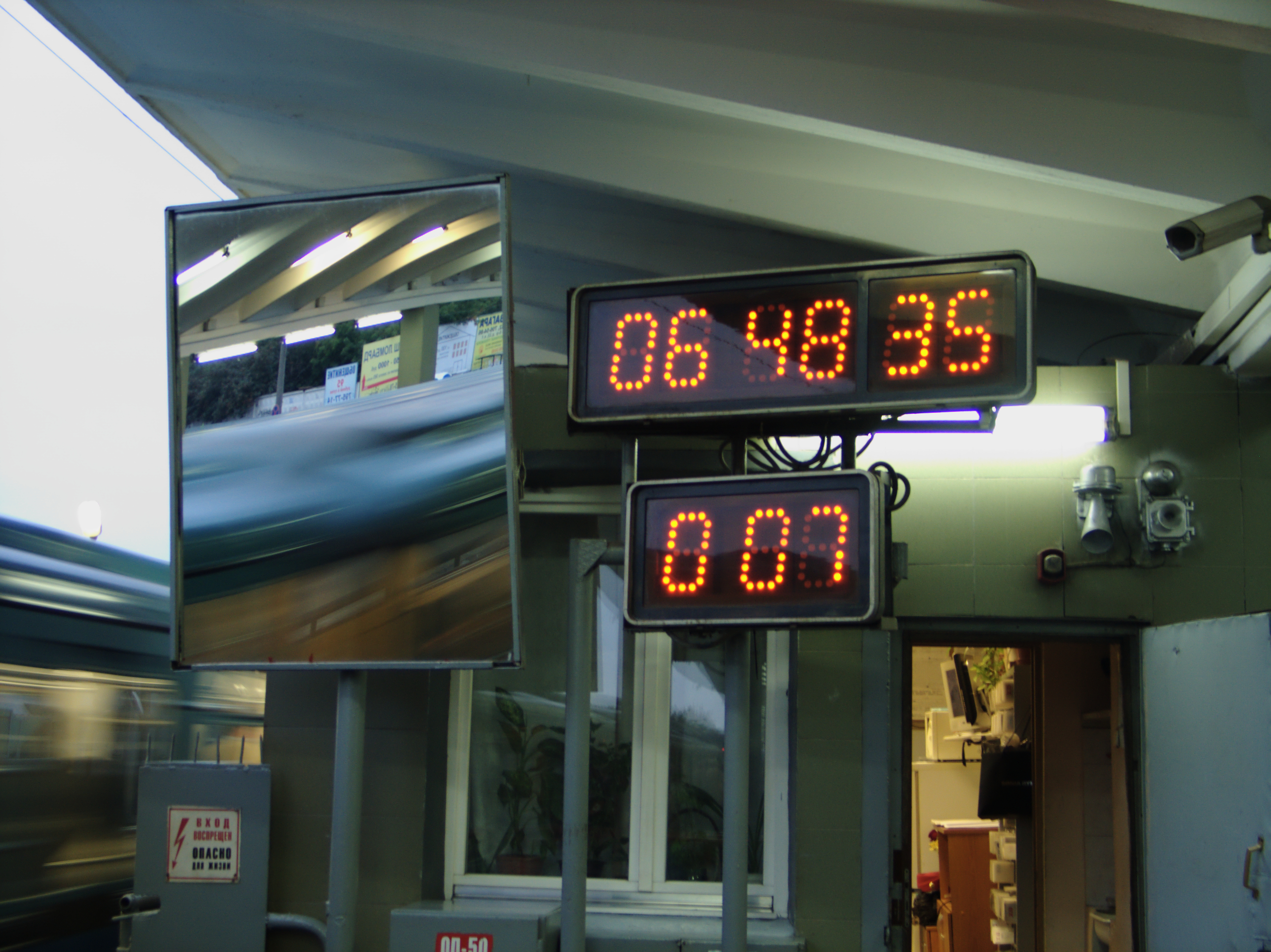
Интервальные часы

## Станция в искусстве

### Кинематограф
На станции были сняты эпизоды трёх популярных в XX веке кинофильмов:
- «Баламут» (режиссёр Владимир Роговой, 1978 год);
- «По главной улице с оркестром» (режиссёр Пётр Тодоровский, 1986 год);
- «Убийство на „Ждановской“» (режиссёр Суламбек Мамилов, 1992 год).

### Видеоигры
Под «Выхино» стилизована вымышленная станция «Бабушкинская» (само название реально) на карте вымышленной линии «М2» в дополнении (моде) «Metrostroi Subway Simulator» к игре «Garry's Mod» в Steam, «игроками-энтузиастами» смоделирована и подключена к системе СЦБ с основным средством сигнализации в виде автоблокировки со светофорами и защитными участками, дополненной АЛС-АРС и функционирует в виде аддонов в Steam Workshop. Дополнение отличается от других компьютерных симуляторов поезда высокой реалистичностью.

## Станция в цифрах
Пассажиропоток станции за 1 квартал 2023 года по данным Портала открытых данных Правительства Москвы: 57,3 тыс. чел. в сутки на вход и 55,0 тыс. чел. в сутки на выход.
- Таблица времени прохождения первого поезда через станцию[23]:

| По чётным числам                           | Будние дни | Выходные дни |
| По нечётным числам                         | Будние дни | Выходные дни |
| В сторону станции «Лермонтовский проспект» | 05:52:00   | 05:54:00     |
| В сторону станции «Лермонтовский проспект» | 05:54:00   | 05:54:00     |
| В сторону станции «Рязанский проспект»     | 05:32:00   | 05:32:00     |
| В сторону станции «Рязанский проспект»     | 05:32:00   | 05:32:00     |